# Forêt classée du Kou

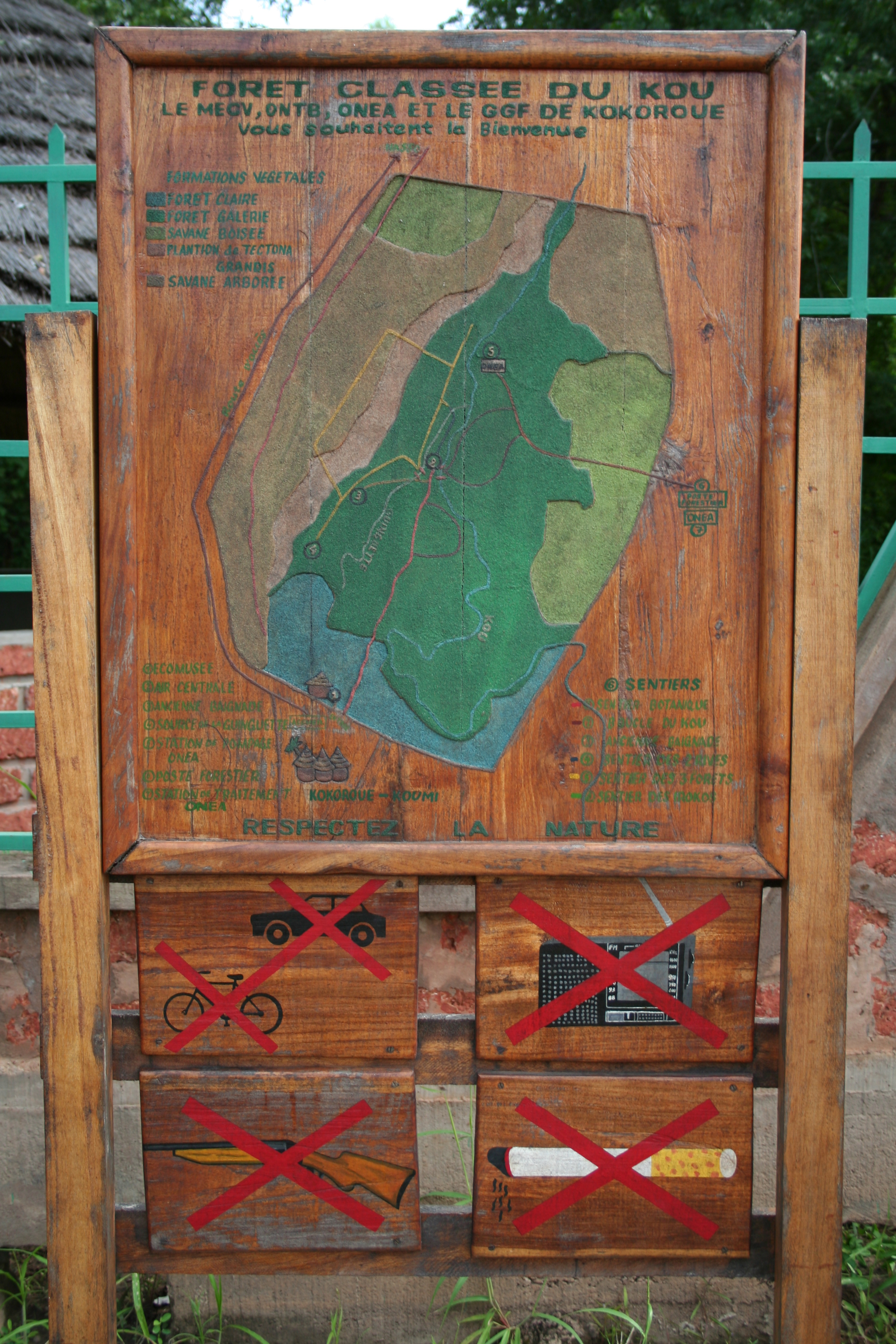
Eingangsschild zum Schutzgebiet mit Landkarte

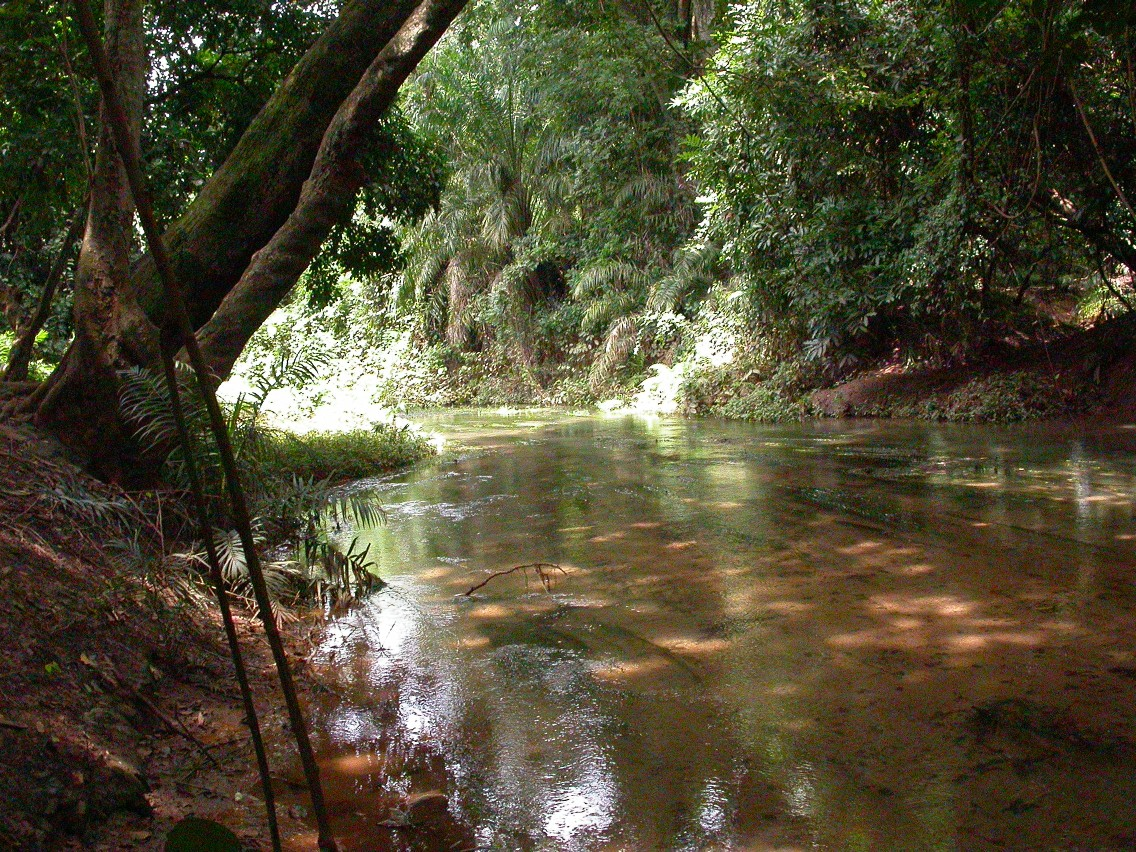
Die Guinguette im Forêt classée du Kou

Der Forêt Classée du Kou ist ein Naturschutzgebiet der Provinz Houet im Südwesten Burkina Fasos. Es wurde schon von der französischen Kolonialverwaltung per Erlass am 4. Juli 1935 gegründet und ist nur 114 Hektar groß. Der Name bezieht sich auf den Fluss Kou, der in der Nähe entspringt und durch das Schutzgebiet fließt.

## Lage
Der Forêt Classée du Kou liegt etwa 15 Kilometer nordwestlich von Bobo-Dioulasso, der zweitgrößten Stadt Burkina Fasos. In der Nähe befinden sich die polytechnische Universität von Bobo-Dioulasso und die Schule der Gewässer- und Forstverwaltung. Neben dem Kou gibt es einen weiteren Wasserlauf, die Guinguette, die im Schutzgebiet entspringt und in den Kou mündet. Die erwähnten Gewässer sind von Bedeutung für die Trinkwasserversorgung Bobo-Dioulassos.

## Klima
Die Regenzeit dauert von Mitte Mai bis Oktober, der Jahresniederschlag liegt bei etwa 900 mm.

## Flora und Vegetation
Etwa die Hälfte des Schutzgebietes nahe den Gewässern wird von Galeriewäldern bedeckt, dazu kommen Trockenwald, Baum- und Strauchsavannen. Im Schutzgebiet kommen 277 Arten höherer Pflanzen vor, etwa 15 Prozent der Flora Burkina Fasos.